# Dioctria conspicua
Dioctria conspicua är en tvåvingeart som beskrevs av Becker 1923. Dioctria conspicua ingår i släktet Dioctria och familjen rovflugor. Inga underarter finns listade i Catalogue of Life.